# Prijevor (gmina Budva)
Prijevor (cyr. Пријевор) – wieś w Czarnogórze, w gminie Budva. W 2011 roku liczyła 712 mieszkańców.